# Lista agencji kosmicznych
Jest to lista agencji kosmicznych zaangażowanych w czynności związane z przestrzenią kosmiczną i eksploracją kosmosu.

## Agencje kosmiczne według nazwy
Legenda
Możliwości agencji kosmicznych oznaczone są następującymi kolorami:
     Loty załogowe + możliwość wystrzelenia + operator satelitów
     Możliwość wystrzelenia + operator satelitów
     Operator satelitów
     Żadne z powyższych
Podane zostały wszystkie używane nazwy agencji. Pierwsza to przetłumaczona nazwa polska, później wersja w natywnym języku (jeśli taka istnieje), a na końcu – stosowana nazwa angielska.
Jeśli nie udało się stwierdzić inaczej, data założenia to data pierwszej zarejestrowanej operacji. Jeśli agencja kosmiczna nie jest już aktywna, to podana została data rozwiązania (lub ostatniej zarejestrowanej operacji). Podany został także odnośnik do głównej strony internetowej agencji.
| Nazwa | Akronim   | Państwo | Założona                  | Rozwiązana      | Strona WWW                | Przypisy    |
| --- | --------- | --- | ------------------------- | --------------- | ------------------------- | ----------- |
| Agencja Kosmiczna Zjednoczonych Emiratów Arabskich arab. وكالة الإمارات للفضاء | UAESA     | Zjednoczone Emiraty Arabskie | 2014                      | —               | space.gov.ae              | [ 1 ]       |
| Afrykańska Agencja Kosmicznaang. African Space Agency | AfSA      | Unia Afrykańska | 2025                      | —               | africanspaceagency.org    | [ 2 ]       |
| Austriacka Agencja Kosmiczna (w latach 1977–1987 Austriacka Agencja Słoneczna i Kosmiczna; także Agencja Aeronautyki i Kosmosu) ang. Austrian Space Agency niem. Agentur für Luft- und Raumfahrt) | ASA       | Austria | 12 lipca 1972             | —               | www.ffg.at                | [ 3 ] [ 4 ] |
| Belgijski Instytut Lotów Kosmicznych ang. Belgian Institute for Space Aeronomy | BIRA-IASB | Belgia | 1964                      | —               | www.aeronomie.be          | [ 5 ]       |
| Brazylijska Agencja Kosmiczna por. Agência Espacial Brasileira ang. Brazilian Space Agency |           | Brazylia | 1994                      | —               | www.aeb.gov.br            | marzec 2008 |
| Agencja Kosmiczna Zjednoczonego Królestwa ang. United Kingdom Space Agency |           | Wielka Brytania |                           |                 |                           | marzec 2008 |
| Bułgarska Agencja Kosmiczna ang. Bulgarian Aerospace Agency |           | Bułgaria | 1969                      |                 |                           | marzec 2008 |
| Kanadyjska Agencja Kosmiczna ang. Canadian Space Agency fr. l'Agence spatiale canadienne | CSA / ASC | Kanada | marzec 1989               |                 |                           | marzec 2008 |
| Chińska Narodowa Agencja Kosmiczna chin. trad. 國家航天局 ang. China National Space Administration                                                                                                | CNSA      | Chiny | kwiecień 1993             | —               | www.cnsa.gov.cn           | [ 6 ]       |
| Kolumbijska Komisja Kosmosu ang. Colombian Space Commission |           | Kolumbia | 2006                      |                 | www.cce.gov.co            | marzec 2008 |
| Organizacja Naukowych i Przemysłowych Badań Wspólnoty ang. Commonwealth Scientific and Industrial Research Organisation                                                                           | CSIRO     | Australia | 1926                      | —               | www.csiro.au              | [ 7 ]       |
| Czeskie Biuro Kosmiczne ang. Czech Space Office |           | Czechy |                           |                 |                           | marzec 2008 |
| Duńskie Narodowe Centrum Kosmiczne ang. Danish National Space Center |           | Dania | 1 stycznia 2005           |                 |                           | marzec 2008 |
| Duński Instytut Badania Kosmosu ang. Danish Space Research Institute |           | Dania |                           | 1 stycznia 2005 |                           | marzec 2008 |
| Europejska Agencja Kosmiczna ang. European Space Agency | ESA       | Austria · Belgia · Czechy · Dania · Finlandia · Francja · Grecja · Hiszpania · Holandia · Irlandia · Luksemburg · Niemcy · Norwegia · Polska · Portugalia · Rumunia · Szwecja · Szwajcaria · Wielka Brytania · Włochy | 1975                      | —               | www.esa.int               | [ 8 ] [ 9 ] |
| Agencja Unii Europejskiej ds. Programu Kosmicznego (ang. European Union Agency for the Space Programme)                                                                                           | EUSPA     | Unia Europejska | 2004/2021                 |                 |                           |             |
| Agencja Geoinformatyki i Rozwoju Technologii Kosmicznej ang. Geo-Informatics and Space Technology Development Agency                                                                              | GISTDA    | Tajlandia | 2 listopada 2002          |                 | www.gistda.or.th          | marzec 2008 |
| Niemiecka Agencja Kosmiczna niem. Deutsches Zentrum für Luft- und Raumfahrt e.V. ang. German Aerospace Center                                                                                     | DLR       | Niemcy |                           |                 |                           | marzec 2008 |
| Węgierskie Biuro Kosmosu ang. Hungarian Space Office |           | Węgry |                           |                 |                           | marzec 2008 |
| Indyjska Organizacja Badań Kosmicznych ang. Indian Space Research Organization | ISRO      | Indie | 15 sierpnia 1969          |                 |                           | marzec 2008 |
| Instytut Zastosowania Kosmosu i Zdalnej Obserwacji ang. Institute for Space Applications and Remote Sensing                                                                                       | ISARS     | Grecja |                           |                 | www.space.noa.gr          | marzec 2008 |
| Narodowy Instytut Techniki Kosmicznej hiszp. Instituto Nacional de Técnica Aeroespacial | INTA      | Hiszpania |                           |                 |                           | marzec 2008 |
| Irańska Agencja Kosmiczna ang. Iranian Space Agency | ISA       | Iran |                           |                 |                           | marzec 2008 |
| Izraelska Agencja Lotów Kosmicznych hebr. סוכנות החלל הישראלית ang. Israeli Space Agency |           | Izrael |                           |                 |                           | marzec 2008 |
| Włoska Agencja Kosmiczna wł. Agenzia Spaziale Italiana ang. Italian Space Agency |           | Włochy | 1988                      |                 |                           | marzec 2008 |
| Japońska Agencja Eksploracji Aerokosmicznej | JAXA      | Japonia | 1 października 2003       |                 |                           | [ 10 ]      |
| Koreański Instytut Badań Przestrzeni Powietrznej kor. 한국항공우주연구원 ang. Korea Aerospace Research Institute                                                                                  | KARI      | Korea Południowa | 1981                      |                 |                           | marzec 2008 |
| Malezyjska Narodowa Agencja Kosmiczna mal. Agensi Angkasa Negara ang. Malaysian National Space Agency                                                                                             |           | Malezja | 2002                      | —               | www.angkasa.gov.my        | [ 11 ]      |
| Meksykańska Agencja Kosmiczna ang. Mexican Space Agency |           | Meksyk | oczekuje na zatwierdzenie |                 |                           | marzec 2008 |
| Narodowa Agencja Aeronautyki i Przestrzeni Kosmicznej ang. National Aeronautics and Space Administration                                                                                          | NASA      | Stany Zjednoczone | 1 października 1958       | —               | www.nasa.gov              | [ 12 ]      |
| Narodowe Centrum Badania Kosmosu ang. National Center of Space Research (fr. Centre National d'Études Spatiales)                                                                                  | CNES      | Francja |                           |                 |                           | marzec 2008 |
| Narodowa Komisja do Spraw Kosmosu hiszp. Comisión Nacional de Investigaciones Espaciales ang. National Commission for Space Research                                                              | CNIE      | Argentyna | 1961                      | 1991            | —                         | [ 13 ]      |
| Narodowy Instytut Aeronautyki i Kosmosu ang. National Institute of Aeronautics and Space | LAPAN     | Indonezja |                           |                 |                           | marzec 2008 |
| Narodowa Komisja Działań Kosmicznych hiszp. Comisión Nacional de Actividades Espaciales ang. National Space Activities Commission                                                                 | CONAE     | Argentyna | 1991                      | —               | www.conae.gov.ar          | [ 13 ]      |
| Państwowa Agencja Kosmiczna Ukrainy ukr. Державне космічне агентство України ang. State Space Agency of Ukraine                                                                                   | NSAU      | Ukraina | 1992                      |                 |                           | marzec 2008 |
| Narodowa Organizacja Kosmiczna ang. National Space Organization |           | Tajwan |                           |                 |                           | marzec 2008 |
| Narodowa Agencja Rozwoju i Badań Kosmosu ang. National Space Research and Development Agency | NASRDA    | Nigeria | 1998                      |                 |                           | marzec 2008 |
| Holenderski Instytut Badań Kosmicznych SRON ang. Netherlands Institute for Space Research | SRON      | Holandia |                           |                 |                           | marzec 2008 |
| Północnokoreańska Agencja Kosmiczna ang. North Korean Space Agency |           | Korea Północna |                           |                 |                           | marzec 2008 |
| Norweska Agencja Kosmiczna ang. Norwegian Space Agency (dawniej: Norwegian Space Center) | NOSA      | Norwegia | 1987                      | —               | https://www.romsenter.no/ | [ 14 ]      |
| Komisja Badań Kosmosu i Górnej Atmosfery ang. Pakistan Space and Upper Atmosphere Research Commission                                                                                             | SUPARCO   | Pakistan |                           |                 |                           | marzec 2008 |
| Peruwiańska Agencja Kosmiczna ang. Peru Space Agency | CONIDA    | Peru |                           |                 | www.condia.gob.pe         | marzec 2008 |
| Polska Agencja Kosmiczna ang. Polish Space Agency | POLSA     | Polska | 2014                      |                 | www.polsa.gov.pl          |             |
| Portugalska Firma Kosmiczna ang. Portuguese Spacial Company |           | Portugalia |                           |                 | www.cep.pt                | marzec 2008 |
| Rumuńska Agencja Kosmiczna ang. Romanian Space Agency |           | Rumunia |                           |                 |                           | marzec 2008 |
| Federalna Agencja Kosmiczna ros. Федеральное космическое агенство / Roskosmos ang. Russian Federal Space Agency                                                                                   | RKA       | Rosja |                           |                 | www.roscosmos.ru          | marzec 2008 |
| Radziecki program kosmiczny |           | ZSRR |                           |                 |                           | marzec 2008 |
| Organizacja Badania Kosmosu i Zdalnej Obserwacji ang. Space Research and Remote Sensing Organization                                                                                              |           | Bangladesz | 1980                      | —               | sparrso.gov.bd            | [ 15 ]      |
| Centrum Badań Kosmicznych PAN ang. Space Research Centre Polish Academy of Sciences | CBK PAN   | Polska | 1976                      |                 | www.cbk.waw.pl            | [ 16 ]      |
| Szwedzka Narodowa Rada Kosmiczna ang. Swedish National Space Board |           | Szwecja |                           |                 |                           | marzec 2008 |
| Szwajcarskie Biuro Kosmosu ang. Swiss Space Office |           | Szwajcaria |                           |                 | www.sso.admin.ch          | marzec 2008 |
| Narodowa Rada Zdalnej Obserwacji i Nauk Kosmicznych ang. National Authority for Remote Sensing and Space Sciences                                                                                 | NARSS     | Egipt | 1971                      |                 | http://www.narss.sci.eg/  | marzec 2008 |
| Biuro Narodów Zjednoczonych do Spraw Wykorzystania Przestrzeni Kosmicznej ang. United Nations Office for Outer Space Affairs                                                                      | UNOOSA    | ONZ | 13 grudnia 1958           | —               | www.unoosa.org            | [ 17 ]      |

Państwa zdolne do załogowego lotu kosmicznego
Państwa zdolne do wystrzelenia pojazdu
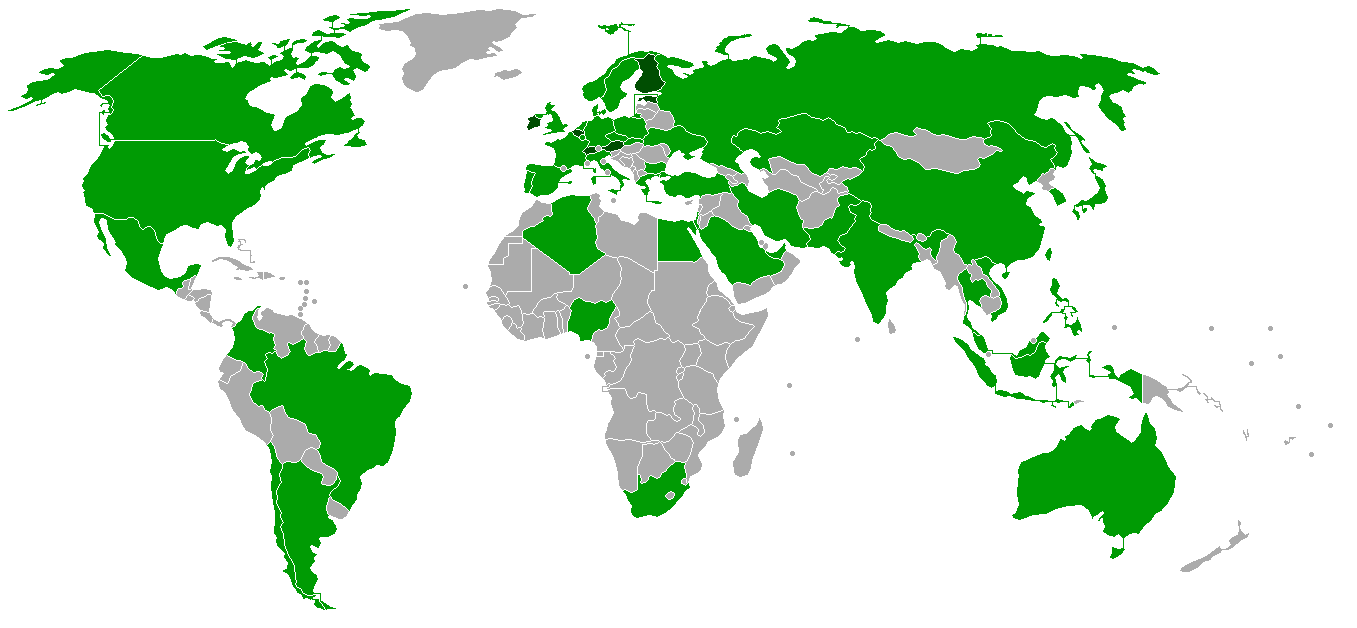
Operatorzy satelitów

## Agencje kosmiczne według budżetu
| Państwo                           | Agencja | Budżet (w mld USD) |
| --------------------------------- | ------- | ------------------ |
| Stany Zjednoczone                 | NASA    | 19,3               |
| Rosja                             | RKA     | 10                 |
| EOG, Szwajcaria i Wielka Brytania | ESA     | 5,15               |
| Japonia                           | JAXA    | 3,5                |
| Chiny                             | CNSA    | 3                  |
| Francja                           | CNES    | 3                  |
| Indie                             | ISRO    | 1,5                |
| Włochy                            | ASI     | 1,35               |
| Niemcy                            | DLR     | 1,72               |
| Wielka Brytania                   | BNSC    | 0,414              |
| Algieria                          | ASA     | 0,36               |
| Kanada                            | CSA     | 0,321              |
| Ukraina                           | NSAU    | 0,25–0,30          |
| Belgia                            | BISA    | 0,23               |
| Brazylia                          | AEB     | 0,21               |
| Hiszpania                         | CDTI    | 0,175              |
| Holandia                          | SRON    | 0,16               |
| Korea Południowa                  | KARI    | 0,15               |
| Szwajcaria                        | SSO     | 0,11               |
| Szwecja                           | SNSB    | 0,10               |
| Polska                            | POLSA   | 0,003              |